# Фауна (телеканал)
«Фауна» — український телеканал про живу природу.

## Опис
Телеканал розпочав мовлення 8 серпня 2016 року.
Телеканал представляє все різноманіття життя: пернаті і пухнасті, непомітні і величні, хижі і травоїдні — найближчі сусіди людей на планеті Земля.

## Програми каналу
- Секретні файли. Світ тварин
- Життя серед життя
- Живе багатство України
- Прогулянка дикою природою
- Магія природи
- Ведмежата-мандрівники
- Слідами тварин
- Дике життя
- Перехрестя живої природи